# خمیلینکو
خمیلینکو (به لهستانی:  Chmielinko) یک منطقهٔ مسکونی در لهستان است که در گمینا لوووک واقع شده‌است. خمیلینکو ۵۷۰ نفر جمعیت دارد.